# Rollton
Rollton este o companie producătoare de mâncăruri instant din Rusia.
Compania Rollton a fost înființată în 1998 și face parte din grupul FG Food, cu sediul în Federația Rusă, dar deținut de oameni de afaceri vietnamezi.
Rollton are o cifră de afaceri de peste 300 milioane dolari anual și realizează exporturi în mai multe state.
Compania este prezentă și în România, unde a înregistrat o cifră de afaceri de 1,6 milioane euro în anul 2006.